# 文竹
文竹（学名：Asparagus setaceus），别名云片竹、山草、雞絨芝，属天门冬科天门冬属，原產於非洲南部，屬多年生常綠攀緣草本植物。 學名種名「setaceus 」為拉丁文「多毛樣」之意。性喜溫暖潮濕，不耐乾旱，但忌積水。可作為溫室盆栽观叶植物，擺設盆花時作陪襯用，也可作室內觀葉植物佈置，或作為切花材料，作插花之陪襯。
文竹具有堅韌的綠色莖和葉，長度可達數公尺。葉狀物實際上是由莖變形成的葉狀莖，長 7 毫米，直徑 0.1 毫米，從莖上長出最多 15 個簇，形似細軟的綠色蕨葉。莖上生有尖銳的倒刺。於春季至秋季開綠白色鐘形小花，長 0.4 厘米，隨後結出綠色小漿果，成熟後顏色變黑。據報食入將導致腹瀉和腹痛。
文竹可種於花園、盆栽、室內。 它能耐受低至 1°C（34°F）的溫度，但不能忍受冰點以下的溫度。因此，在溫帶地區，通常種植有明亮的間接光照之室內。雖然一般做為觀賞植物種植，但在某些地方已成為入侵物種。其特性使其成為豪勳爵島（Lord Howe）和諾福克群島的莠草。澳洲新南威爾斯州北海岸和昆士蘭州也將文竹視為入侵物種和有害雜草。
文竹曾獲英國皇家園藝學會頒發優秀花園獎。
文竹栽培變種有：
- 細葉文竹：葉狀枝稍長，淡綠色， 被有藍粉；
- 矮矮文竹：莖直立，叢生，葉狀枝細密而短，鮮綠色；

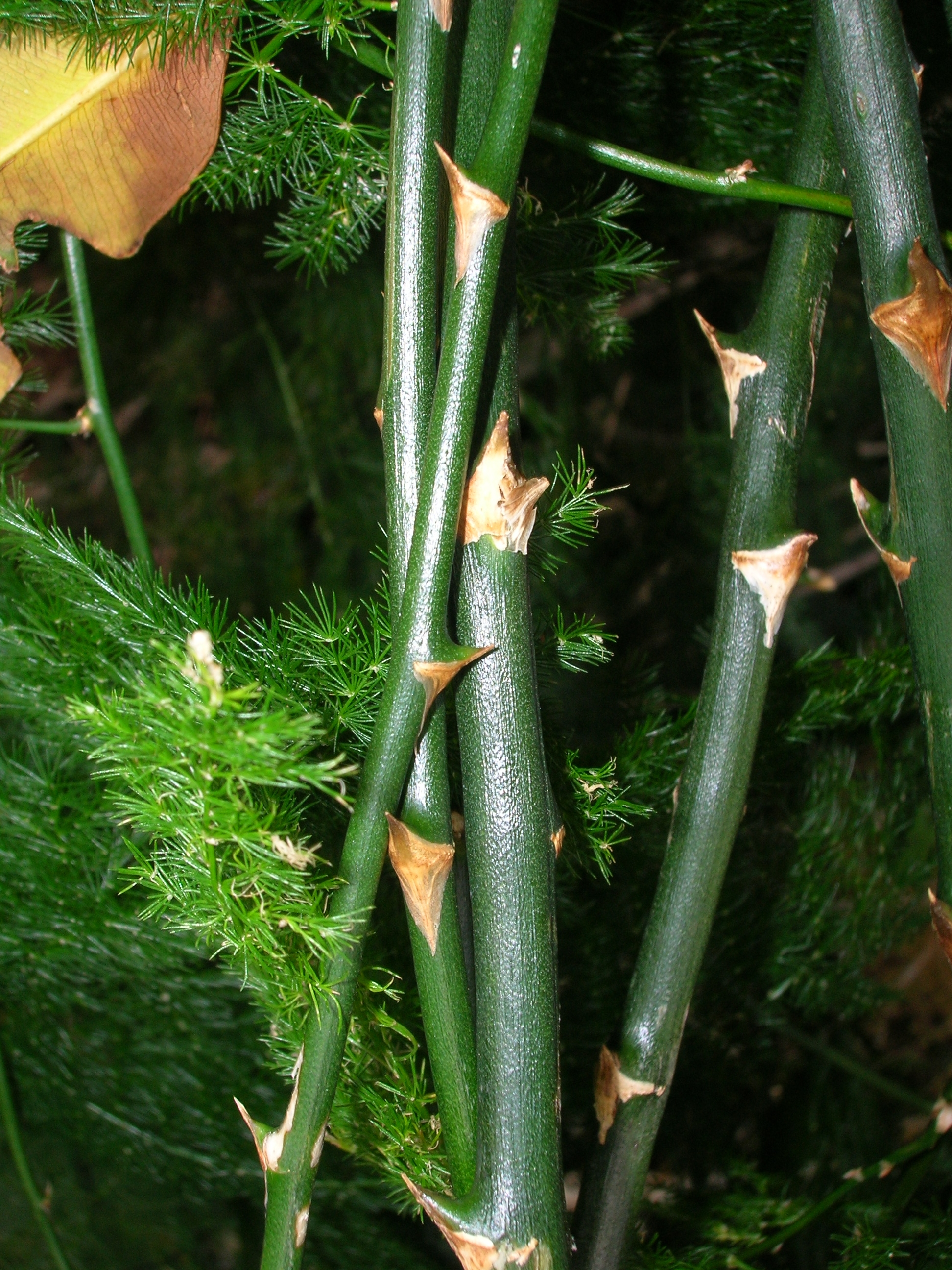
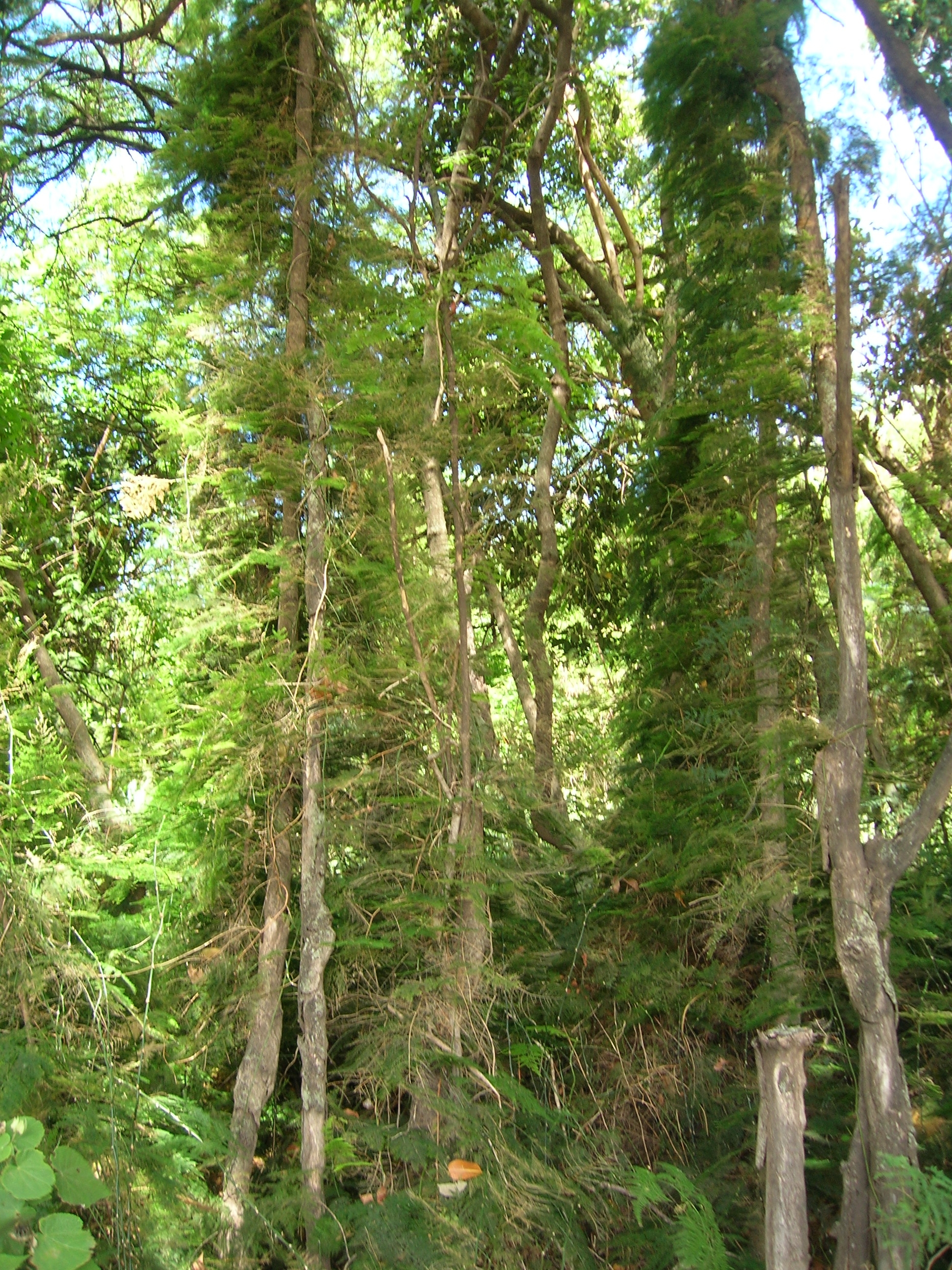
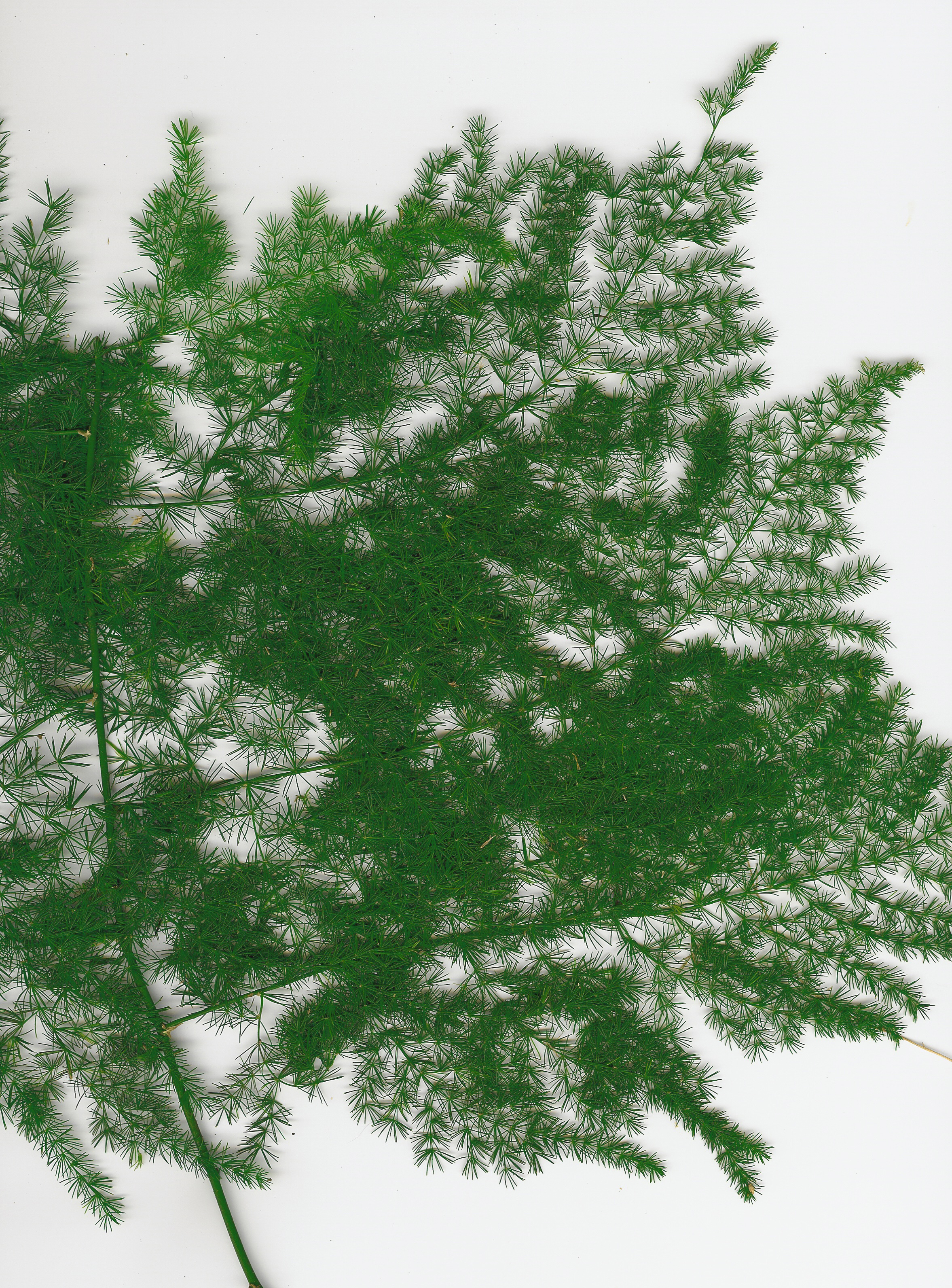
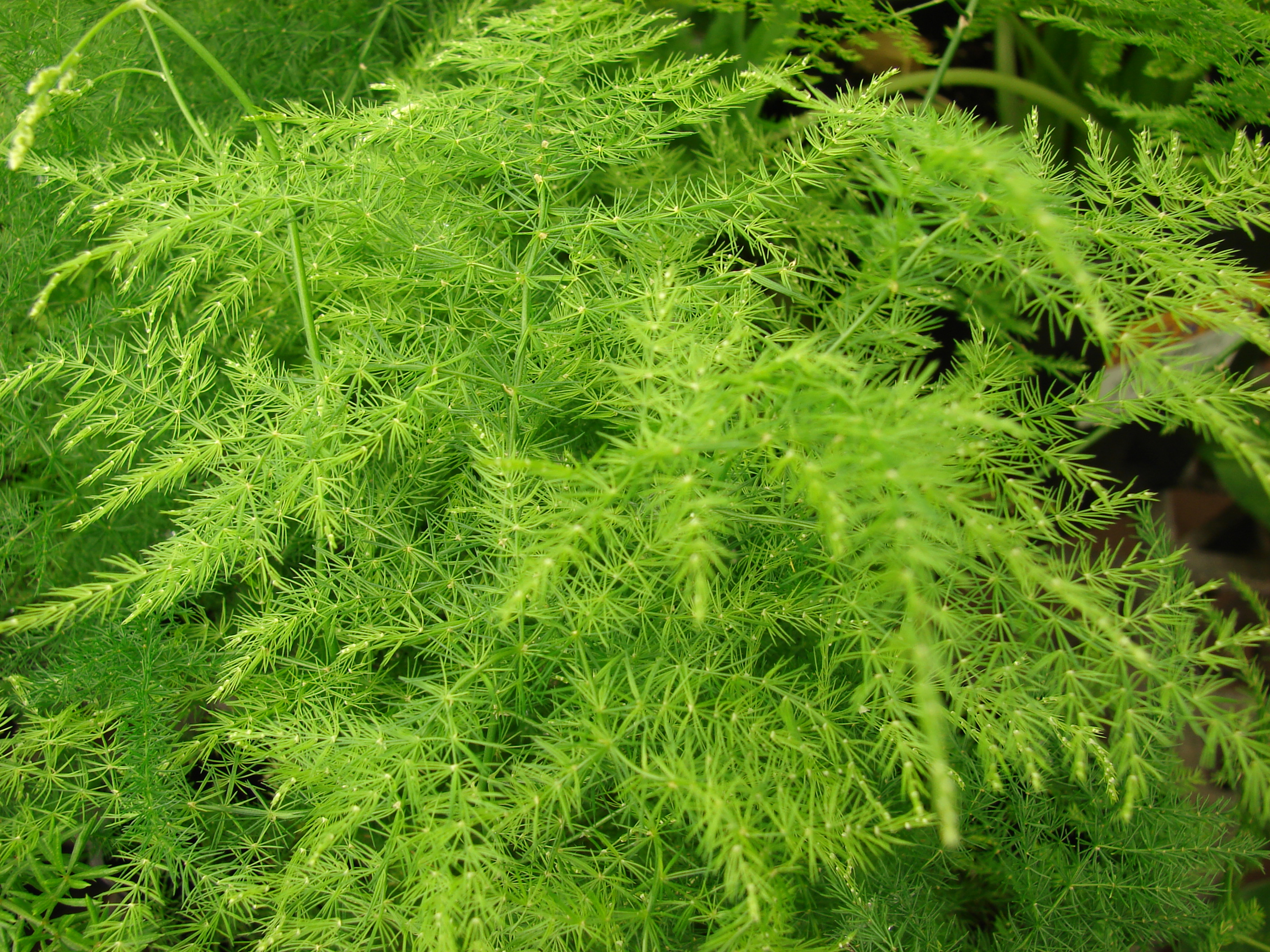
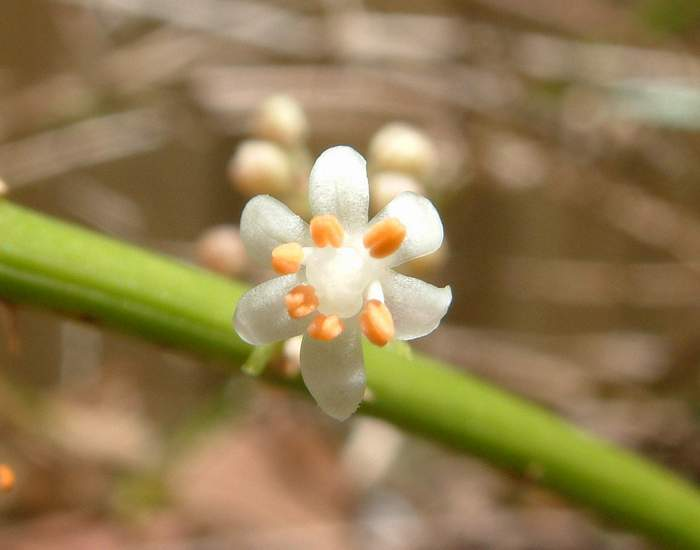
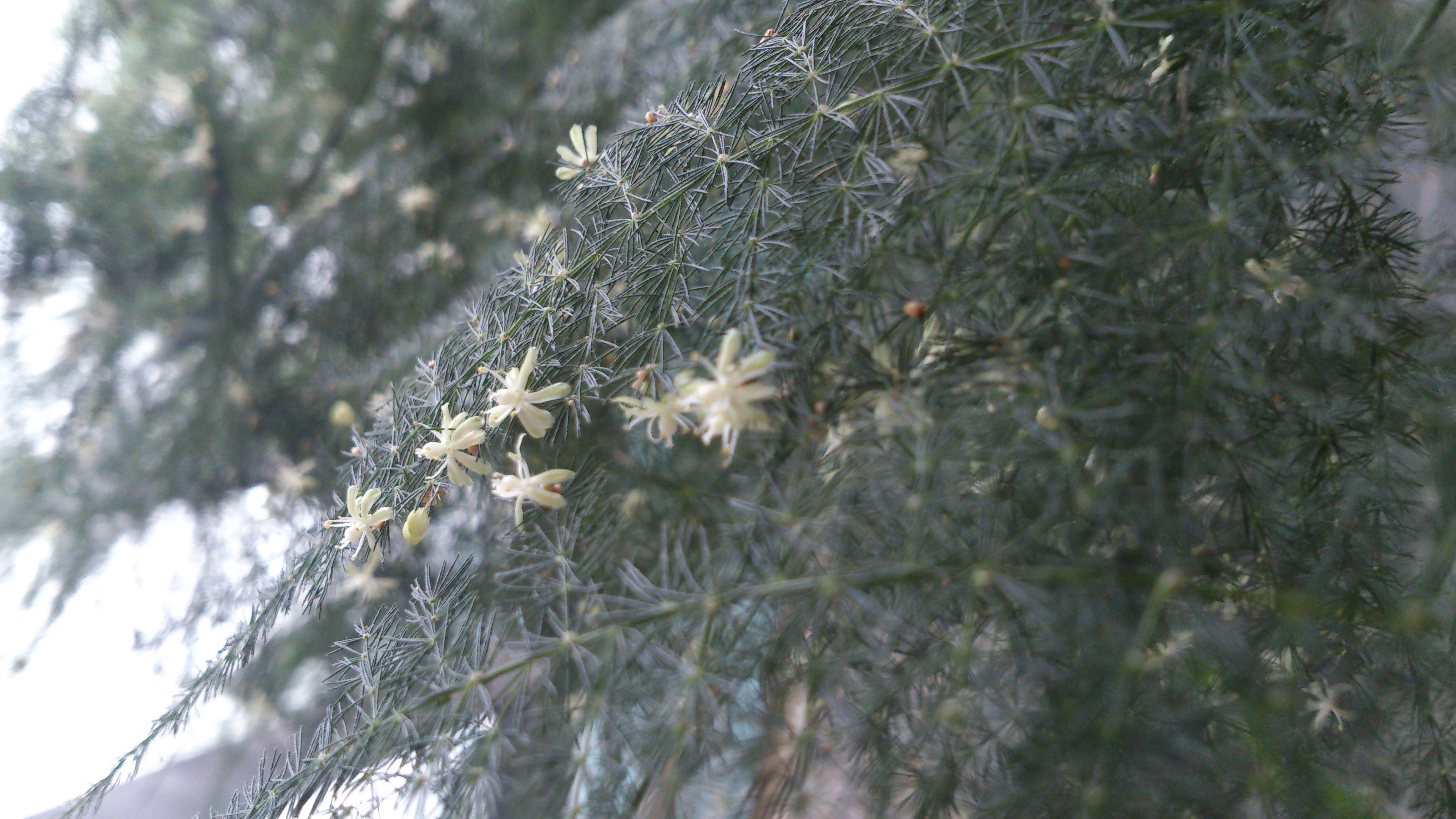

- 大文竹：生長健旺， 葉狀枝較長，不規則。